# The Waifs
The Waifs (oprindeligt skrevet som The WAiFS) er et australks folkrockband, der blev dannet i 1992 af søstrene Vikki Thorn, og Donna Simpson samt Josh Cunningham. Under turnéer og indspilning inkluderer bandet Ben Franz og David Ross Macdonald. (drums).
Deres albums Up All Night fra 2003 nåede top 5 på Australian Albums Chart, og solgte dobbelt platin og vandt fire ARIA Awards i oktober samme år. Gruppen har udgivet yderligere to albums, der er nået ind i top 5; Sun Dirt Water i 2007 og Temptation i 2011. The Waifs har udgivet tre singler, der er nået i top 50; "London Still" (2002), "Bridal Train" (2004) og "Sun Dirt Water" (2007). Bandet var opvarmning for Bob Dylan i 2003 under hans australske turné og samme år i Nordamerika, hvilket inkluderede hans optræden på Newport Folk Festival.
The Waifs har grundlag det uafhængige pladeselskab Jarrah Records i juli 2002, som bandet ejer sammen med musikeren John Butler og deres fælles mamanger Phil Stevens.

## Medlemmer

### Nuværende medlemmer
- Joshua Cunningham — guitar, vocal, mandolin, ukulele, dobro (1992–nu)
- Donna Simpson — vokal, akustisk guitar (1992–nu)
- Vikki Thorn (født Simpson) — vokal, harmonika, akustisk guitar (1992–nu)

### Hjælpemusikere
- Ben Franz – elbas, kontrabas, dobro (2001–nu)
- David Ross Macdonald — trommer, percussion (1998–nu)

### Tidligere hjælpemusikere
- Mikel Azpiroz – keyboard (2009)
- Jen Anderson – violin (1996, 1998)

## Diskografi
- The Waifs (1996)
- Shelter Me (1998)
- Sink or Swim (2000)
- Up All Night (2003)
- Sun Dirt Water (2007)
- Temptation (2011)
- Beautiful You (2015)
- Ironbark (2017)